# Данијеле Греко
Данијеле Греко  (итал. Daniele Greco; Нардо 1. март 1989) је итлијански атлетичар, специјалиста за троскок, европски првак у дворани 2013. Члан је АК Фијаме Оро из Падове.

## Спортска биографија
Дана 9. јуна 2012. у Потенци, скочио 17,47 м, што је други најбољи троскок у Италији свих времена, после Фабриција Доната са 17,73 м. . Исте године 8. јула на државном првенству у Бресансону победио је са 17,67м (+3,4), савладавши првака Европе, Фабриција Доната. У Гетеборгу 2013. је скочио је нови лични рекорд 17,70 м што је био и најбољи светски резултат године.
Његов најбољи резултат на међународним такмичењима било је 4. место на Олимпијским играма у Лондону 2012. и златна медаља Европском првенству у дворани 2013.

## Значајнији резултати
| Година | Такмичење                     | Место                        | Пласман | Резултат | Белешка |
| ------ | ----------------------------- | ---------------------------- | ------- | -------- | ------- |
| 2007   | Европско првенство за јуниоре | Хенгело, Холандија           | 12.     | 15,00 м  |         |
| 2008   | Светско првенство за јуниоре  | Бидгошч, Пољска              | 4.      | 16,33 м  |         |
| 2009   | Европско првенство у дворани  | Торино, Италија              | 14.     | 15,76 м  |         |
| 2009   | Медитеранске игре             | Пескара, Италија             |         | 16,64 m  |         |
| 2009   | Европско првенство У-23       | Каунас, Литванија            |         | 17,20 м  |         |
| 2009   | Светско првенство             | Берлин, Немачка              | 34      | 16,18 м  |         |
| 2010   | Светско првенство у дворани   | Доха, Катар                  | 19.     | 15,60 м  |         |
| 2010   | Европско првенство            | Барселона, Шпанија           | 17.     | 16,51 м  |         |
| 2011   | Европско првенство у дворани  | Париз, Француска             | 8.      | 16,24 м  |         |
| 2011   | Европско првенство У-23       | Острава, Чешка               | 4.      | 16,55 м  |         |
| 2012   | Светско првенство у дворани   | Истанбул, Турска             | 5.      | 17,28 м  |         |
| 2012   | Европско првенство            | Хелсинки, Финска             | 23.     | 15,90 м  |         |
| 2012   | Олимпијске игре               | Лондон, Уједињено Краљевство | 4.      | 17,34 м  |         |
| 2013   | Европско првенство у дворани  | Гетеборг, Шведска            |         | 17,70 м  | ЛР      |
| 2013   | Медитеранске игре             | Мерсин, Турска               |         | 17,13 м  |         |

## Лични рекорди
| Дисциплина |              | Резултат | Место    | Датум         |
| ---------- | ------------ | -------- | -------- | ------------- |
| Троскок    | на отвореном | 17,47    | Потенца  | 9. јул 2012.  |
| Троскок    | у дворани    | 17,70    | Гетеборг | 2. март 2013. |